# Claus Jørgensen (pianist)
 For alternative betydninger, se Claus Jørgensen. (Se også artikler, som begynder med Claus Jørgensen)
Claus Jørgensen er født d. 16. januar 1939.
Opvokset i København/Lyngby
Matematisk-naturvidenskabelig studentereksamen fra Lyngby Statsskole i 1958.
Uddannet med klaver og hørelærepædagogik fra Det kongelige danske Musikkonservatorium 1964.
Videregående klaverstudier hos pianist Ellen Gilberg og prof. Vladyslav Kedra i Warszawa (med fokus på Chopin).

## Et liv omkring Det jyske Musikkonservatorium
Ansat som docent i hørelære på Det Jyske Musikkonservatorium fra 1965.
Var tillige prorektor samme sted 1991-99.
Tog her, i 1971 initiativ til oprettelse af den ”Almen Musikpædagogiske uddannelse” (AM).
Var først i 1990erne – med inspiration fra studierejser til Norge og Sverige – frontkæmper for oprettelsen af en folkemusikalsk uddannelse på konservatorieniveau i Danmark. Trives nu i Esbjerg under Syddansk Musikkonservatorium.
Fratrådte Det jyske Musikkonservatorium – samtidig med sit 40-års-jubilæum – i september 2005.

## Senere aktiviteter
I perioder: Undervisning på Århus Universitet og på Danmarks Lærerhøjskole. Leder af FOF’s musikskole.
Var under Jette Tikjøbs daværende ejerskab af Århus Musikskole selvstændig leder 1971-76, i hvilken periode antallet af såvel lærere som elever fordobledes.
Introducerede her, i 1972, i samarbejde med violinist Tove Detreköy, Suzuki-violinundervisningen i Danmark.
Var også i front med indførelse af klaver-laboratorium til undervisning i brugsklaver på såvel konservatoriet som musikskolen, en metode, der nu bruges nu overalt i landet.
Afholdt kurser over hele landet med folkedanse fra mange forskellige lande, specielt østeuropæiske kredsdanse og danske folkedanse, som han – til manges forargelse – lancerede i forenklede former til pædagogisk brug. Som dansehistorisk forsker gik han specielt i dybden med ”Les Lanciers”.
Fortsat udadrettet virksomhed:
Er stadig aktiv som foredragsholder/leder af fællessang. Har siden 1976 afholdt omkring 1100 arrangementer i seniorklubber og sognegårde mv. over hele landet, flest dog i Århusområdet. Primært omkring den danske sangskat og altid krydret med baggrundsfortællinger.
Aktiv også som pianist: Spiller huskoncerter, navnlig med ældregenerationens favoritter: oftest wiener- og operettemusik. Tilstræber som pianist datidens mere frie, vildtvoksende spillestil fremfor nutidens mere nodekorrekte gengivelse.
Er tillige fortsat aktiv folkedanseleder; både som kursusinstruktør og med eget folkedansehold, der har fungeret siden 1988 med både danske, square- og balkandanse på programmet. Kendt bl.a. for sin ”mimiske”/ordløse danseinstruktion.
Udgivelser: ”Noder, rytmer og toner” (indføring i grundbegreberne), Lancierbogen (dansebeskrivelser, historie og musik) samt 15 bøger/hefter med dansebeskrivelser, korsatser og materialer til klaverundervisning; fx hefterne UMBA-klaver, der brød med tidens traditionelle klaverundervisning.
Har desuden produceret TV- og radioudsendelser samt medvirket som pianist på en CD med danske sange og børnesange. Over 150 mindre klaverindspilninger ligger på YouTube under pseudonymet ”Lyngballe”.
 Der er for få eller ingen kildehenvisninger i denne artikel, hvilket er et problem. Du kan hjælpe ved at angive troværdige kilder til de påstande, som fremføres i artiklen.